# Comuna Salnîțea, Hmilnîk
Salnîțea (în ucraineană Сальниця) este o comună în raionul Hmilnîk, regiunea Vinnița, Ucraina, formată din satele Hnativka și Salnîțea (reședința).

## Demografie
Componența lingvistică a satului Salnîțea
     Ucraineană (99,68%)
     Alte limbi (0,32%)
Conform recensământului din 2001, majoritatea populației satului Salnîțea era vorbitoare de ucraineană (99,68%), existând în minoritate și vorbitori de alte limbi.